# 汪忠臣
汪忠臣（1219年—1266年），元朝巩昌府盐川镇（今甘肃省漳县）人，字汉辅，家出汪古部。汪世显长子。
汪世显投降蒙古帝国，汪忠臣作为人质在窝阔台身边。1242年，攻破吐蕃叠州，赐银符。第二年，汪世显去世，阔端命其弟汪德臣袭父官，为巩昌府元帅、知府。1252年，代行都巩昌府总帅，在临洮见忽必烈。奉令督粮嘉陵江，供应驻军利州的汪德臣。1258年，随蒙哥攻打四川。1260年，为巩昌府便宜副都总帅，佐汪惟正守清居山（今四川南充市南）。1266年去世。

## 延伸阅读
[在维基数据编辑]
 《新元史/卷142》，出自柯劭忞《新元史》